# Preneur de prix
L’hypothèse selon laquelle les agents sont des preneurs de prix (price takers en anglais) est l’hypothèse centrale du modèle de concurrence pure et parfaite. Elle justifie le fait que les offres et demandes de ces agents s’expriment sous la forme de fonctions mathématiques simples, généralement notées d(p) pour la demande et s(p) pour l’offre, aux prix p dont ces agents sont « preneurs ». Cette hypothèse suppose donc que les agents ne proposent pas des prix – ils les « prennent », d’où qu’ils viennent – mais aussi qu’ils le font en croyant qu’à ces prix ils pourront satisfaire leurs demandes ou écouler leurs offres – ce qui est manifestement faux, sauf à l’équilibre – et, qu’en outre, ces offres et demandes n’ont aucune influence sur les prix – ce qui est faux, même à l’équilibre.
L’hypothèse preneur de prix est souvent présentée comme valable dans le cas d’agents très « petits », dont les offres et les demandes individuelles "se noient dans la masse". Ce qui laisse pourtant en suspens la question centrale de savoir qui fixe les prix. Que les agents soient peu nombreux ou pas, il faut bien que quelqu'un le fasse.
Plusieurs réponses peuvent être apportées à cette question. La plus simple consiste à considérer qu’il n’y a qu’un seul agent faiseur de prix. Cela peut être un "commissaire-priseur" bénévole qui cherche à rendre compatibles les choix des agents preneurs de prix, ou un monopole qui veut connaître leurs demandes aux divers prix afin de faire le profit maximum. 
Lorsqu'il existe plus d’un agent « faiseur de prix », la situation devient beaucoup plus compliquée, même si le reste des agents demeure preneur de prix, comme le montre le modèle du duopole de Bertrand.